# Stanley-Cup-Playoffs 1994
Die Playoffs um den Stanley Cup des Jahres 1994 begannen am 16. April 1994 und endeten am 14. Juni 1994 mit dem 4:3-Sieg der New York Rangers gegen die Vancouver Canucks. Für die Rangers endete damit eine bereits als „Curse of 1940“ („Fluch von 1940“) bezeichnete 54-jährige Durststrecke mit dem vierten Stanley-Cup-Sieg der Franchise-Geschichte, wobei sie ihr insgesamt zehntes Finale und zugleich erstes Endspiel seit 1979 bestritten. Darüber hinaus stellten sie in Abwehrspieler Brian Leetch den Topscorer sowie den mit der Conn Smythe Trophy ausgezeichnete Most Valuable Player der post-season, wodurch Leetch zum ersten US-Amerikaner überhaupt wurde, der mit dieser Auszeichnung geehrt wurde. Die Vancouver Canucks hingegen standen in ihrem zweiten Stanley-Cup-Finale nach 1982, wo sie den New York Islanders mit 0:4 unterlagen.

## Modus
Nachdem sich aus jeder Conference die beiden Divisionssieger sowie die sechs weiteren punktbesten Teams der Conference qualifiziert haben, starten die im K.-o.-System ausgetragenen Playoffs. Dabei trifft der punktbeste Divisionssieger auf das achte und somit punktschlechteste qualifizierte Team, die Nummer 2 dieser Rangliste auf die Nummer 7 usw. Durch diesen Modus ist es möglich, dass eines oder mehrere qualifizierte Teams mehr Punkte als einer der Divisionssieger erzielt haben. Das gleiche Prinzip wird zur Bestimmung der Begegnungen der zweiten Playoff-Runde genutzt.
Jede Conference spielt in der Folge im Conference-Viertelfinale, Conference-Halbfinale und im Conference-Finale ihren Sieger aus, der dann im Finale um den Stanley Cup antritt. Alle Serien jeder Runde werden im Best-of-Seven-Modus ausgespielt, das heißt, dass ein Team vier Siege zum Erreichen der nächsten Runde benötigt. Das höher gesetzte Team hat dabei in den ersten beiden Spielen Heimrecht, die nächsten beiden das gegnerische Team. Sollte bis dahin kein Sieger aus der Runde hervorgegangen sein, wechselt das Heimrecht von Spiel zu Spiel. So hat die höher gesetzte Mannschaft in den Spielen 1, 2, 5 und 7, also vier der maximal sieben Spiele, einen Heimvorteil. Der Sieger der Eastern Conference wird mit der Prince of Wales Trophy ausgezeichnet und der Sieger der Western Conference mit der Clarence S. Campbell Bowl.
Bei Spielen, die nach der regulären Spielzeit von 60 Minuten unentschieden bleiben, folgt die Overtime. Sie endet durch das erste erzielte Tor (Sudden Death).

## Qualifizierte Teams
| Atlantic Division - (1) New York Rangers - (3) New Jersey Devils - (7) Washington Capitals - (8) New York Islanders Northeast Division - (2) Pittsburgh Penguins - (4) Boston Bruins - (5) Canadiens de Montréal - (6) Buffalo Sabres | Central Division - (1) Detroit Red Wings - (3) Toronto Maple Leafs - (4) Dallas Stars - (5) St. Louis Blues - (6) Chicago Blackhawks Pacific Division - (2) Calgary Flames - (7) Vancouver Canucks - (8) San Jose Sharks |

## Playoff-Baum
|  | Conference-Viertelfinale                              | Conference-Viertelfinale | Conference-Viertelfinale |                    | Conference-Halbfinale | Conference-Halbfinale | Conference-Halbfinale |                  |                     | Conference-Finale | Conference-Finale | Conference-Finale |  |  | Stanley-Cup-Finale | Stanley-Cup-Finale | Stanley-Cup-Finale |
|  |                                                       |                          |                          |                    |                       |                       |                       |                  |                     |                   |                   |                   |  |  |                    |                    |                    |
|  | 1                                                     | New York Rangers         | 4                        |                    | 1                     | New York Rangers      | 4                     |                  |                     |                   |                   |                   |  |  |                    |                    |                    |
|  | 8                                                     | New York Islanders       | 0                        | 7                  | Washington Capitals   | 1                     |                       |                  |                     |                   |                   |                   |  |  |                    |                    |                    |
|  |                                                       |                          |                          |                    |                       |                       |                       |                  |                     |                   |                   |                   |  |  |                    |                    |                    |
|  | 2                                                     | Pittsburgh Penguins      | 2                        | Eastern Conference | Eastern Conference    | Eastern Conference    |                       |                  |                     |                   |                   |                   |  |  |                    |                    |                    |
|  | 2                                                     | Pittsburgh Penguins      | 2                        | Eastern Conference | Eastern Conference    | Eastern Conference    |                       |                  |                     |                   |                   |                   |  |  |                    |                    |                    |
|  | 7                                                     | Washington Capitals      | 4                        |                    |                       |                       |                       |                  |                     |                   |                   |                   |  |  |                    |                    |                    |
|  | 7                                                     | Washington Capitals      | 4                        | 1                  | New York Rangers      | 4                     |                       |                  |                     |                   |                   |                   |  |  |                    |                    |                    |
|  |                                                       |                          |                          | 1                  | New York Rangers      | 4                     |                       |                  |                     |                   |                   |                   |  |  |                    |                    |                    |
|  |                                                       | 3                        | New Jersey Devils        | 3                  |                       |                       |                       |                  |                     |                   |                   |                   |  |  |                    |                    |                    |
|  | 3                                                     | 3                        | New Jersey Devils        | 3                  | New Jersey Devils     | 4                     |                       |                  |                     |                   |                   |                   |  |  |                    |                    |                    |
|  | 3                                                     |                          |                          |                    | New Jersey Devils     | 4                     |                       |                  |                     |                   |                   |                   |  |  |                    |                    |                    |
|  | 6                                                     | Buffalo Sabres           | 3                        |                    |                       |                       |                       |                  |                     |                   |                   |                   |  |  |                    |                    |                    |
|  | 6                                                     | Buffalo Sabres           | 3                        |                    |                       |                       |                       |                  |                     |                   |                   |                   |  |  |                    |                    |                    |
|  |                                                       |                          |                          |                    |                       |                       |                       |                  |                     |                   |                   |                   |  |  |                    |                    |                    |
|  | 4                                                     | Boston Bruins            | 4                        | 3                  | New Jersey Devils     | 4                     |                       |                  |                     |                   |                   |                   |  |  |                    |                    |                    |
|  | 4                                                     | Boston Bruins            | 4                        | 3                  | New Jersey Devils     | 4                     |                       |                  |                     |                   |                   |                   |  |  |                    |                    |                    |
|  | 5                                                     | Canadiens de Montréal    | 3                        | 4                  | Boston Bruins         | 2                     |                       |                  |                     |                   |                   |                   |  |  |                    |                    |                    |
|  | 5                                                     | Canadiens de Montréal    | 3                        | 4                  | Boston Bruins         | 2                     | E1                    | New York Rangers | 4                   |                   |                   |                   |  |  |                    |                    |                    |
|  | (Die Teams werden nach der ersten Runde neu gesetzt.) |                          |                          |                    |                       |                       | E1                    | New York Rangers | 4                   |                   |                   |                   |  |  |                    |                    |                    |
|  |                                                       | W7                       | Vancouver Canucks        | 3                  |                       |                       |                       |                  |                     |                   |                   |                   |  |  |                    |                    |                    |
|  | 1                                                     | W7                       | Vancouver Canucks        | 3                  | Detroit Red Wings     | 3                     |                       | 3                | Toronto Maple Leafs | 4                 |                   |                   |  |  |                    |                    |                    |
|  | 1                                                     |                          |                          |                    | Detroit Red Wings     | 3                     |                       | 3                | Toronto Maple Leafs | 4                 |                   |                   |  |  |                    |                    |                    |
|  | 8                                                     | San Jose Sharks          | 4                        | 8                  | San Jose Sharks       | 3                     |                       |                  |                     |                   |                   |                   |  |  |                    |                    |                    |
|  | 8                                                     | San Jose Sharks          | 4                        | 8                  | San Jose Sharks       | 3                     |                       |                  |                     |                   |                   |                   |  |  |                    |                    |                    |
|  |                                                       |                          |                          |                    |                       |                       |                       |                  |                     |                   |                   |                   |  |  |                    |                    |                    |
|  | 2                                                     | Calgary Flames           | 3                        |                    |                       |                       |                       |                  |                     |                   |                   |                   |  |  |                    |                    |                    |
|  | 2                                                     | Calgary Flames           | 3                        |                    |                       |                       |                       |                  |                     |                   |                   |                   |  |  |                    |                    |                    |
|  | 7                                                     | Vancouver Canucks        | 4                        |                    |                       |                       |                       |                  |                     |                   |                   |                   |  |  |                    |                    |                    |
|  | 7                                                     | Vancouver Canucks        | 4                        | 3                  | Toronto Maple Leafs   | 1                     |                       |                  |                     |                   |                   |                   |  |  |                    |                    |                    |
|  |                                                       |                          |                          | 3                  | Toronto Maple Leafs   | 1                     |                       |                  |                     |                   |                   |                   |  |  |                    |                    |                    |
|  |                                                       | 7                        | Vancouver Canucks        | 4                  |                       |                       |                       |                  |                     |                   |                   |                   |  |  |                    |                    |                    |
|  | 3                                                     | 7                        | Vancouver Canucks        | 4                  | Toronto Maple Leafs   | 4                     |                       |                  |                     |                   |                   |                   |  |  |                    |                    |                    |
|  | 3                                                     |                          |                          |                    | Toronto Maple Leafs   | 4                     |                       |                  |                     |                   |                   |                   |  |  |                    |                    |                    |
|  | 6                                                     | Chicago Blackhawks       | 2                        | Western Conference | Western Conference    | Western Conference    |                       |                  |                     |                   |                   |                   |  |  |                    |                    |                    |
|  | 6                                                     | Chicago Blackhawks       | 2                        | Western Conference | Western Conference    | Western Conference    |                       |                  |                     |                   |                   |                   |  |  |                    |                    |                    |
|  |                                                       |                          |                          |                    |                       |                       |                       |                  |                     |                   |                   |                   |  |  |                    |                    |                    |
|  | 4                                                     | Dallas Stars             | 4                        | 4                  | Dallas Stars          | 1                     |                       |                  |                     |                   |                   |                   |  |  |                    |                    |                    |
|  | 5                                                     | St. Louis Blues          | 0                        | 7                  | Vancouver Canucks     | 4                     |                       |                  |                     |                   |                   |                   |  |  |                    |                    |                    |

## Conference-Viertelfinale

### Eastern Conference

#### (1) New York Rangers – (8) New York Islanders
| 17. April 1994 | New York Rangers Brian Leetch (3:32) Steve Larmer (15:28) Mark Messier (29:13) Adam Graves (32:19) Alexei Kowaljow (34:05) Sergei Subow (37:38) | 6:0 (2:0, 4:0, 0:0) Spielbericht Stand: 1:0 | New York Islanders | Madison Square Garden, New York City, New York Zuschauer: 18.200 |

| 18. April 1994 | New York Rangers Alexei Kowaljow (5:41) Mark Messier (20:18) Kevin Lowe (21:38) Craig MacTavish (32:29) Stéphane Matteau (37:06) Brian Noonan (44:23) | 6:0 (1:0, 4:0, 1:0) Spielbericht Stand: 2:0 | New York Islanders | Madison Square Garden, New York City, New York Zuschauer: 18.200 |

| 21. April 1994 | New York Islanders Ray Ferraro (35:28) | 1:5 (0:2, 1:2, 0:1) Spielbericht Stand: 0:3 | New York Rangers Esa Tikkanen (2:08) Brian Leetch (3:40) Adam Graves (30:43) Alexei Kowaljow (38:48) Adam Graves (50:37) | Nassau Veterans Memorial Coliseum, Uniondale, New York Zuschauer: 16.297 |

| 24. April 1994 | New York Islanders Steve Thomas (1:28) Dan Plante (7:24) | 2:5 (2:1, 0:2, 0:2) Spielbericht Stand: 0:4 | New York Rangers Alexei Kowaljow (11:49) Sergei Subow (23:42) Mark Messier (30:22) Steve Larmer (48:34) Mark Messier (57:08) | Nassau Veterans Memorial Coliseum, Uniondale, New York Zuschauer: 16.287 |

#### (2) Pittsburgh Penguins – (7) Washington Capitals
| 17. April 1994 | Pittsburgh Penguins Mario Lemieux (12:10) Joe Mullen (14:14) Mario Lemieux (59:16) | 3:5 (2:1, 0:2, 1:2) Spielbericht Stand: 0:1 | Washington Capitals Dmytro Chrystytsch (4:49) Peter Bondra (31:07) Mike Ridley (33:29) Joé Juneau (50:34) Michal Pivoňka (59:26) | Civic Arena, Pittsburgh, Pennsylvania Zuschauer: 16.051 |

| 19. April 1994 | Pittsburgh Penguins Mario Lemieux (6:19) Rick Tocchet (9:06) | 2:1 (2:0, 0:1, 0:0) Spielbericht Stand: 1:1 | Washington Capitals Michal Pivoňka (20:57) | Civic Arena, Pittsburgh, Pennsylvania Zuschauer: 15.317 |

| 21. April 1994 | Washington Capitals Joe Reekie (34:11) Joe Reekie (59:44) | 2:0 (0:0, 1:0, 1:0) Spielbericht Stand: 2:1 | Pittsburgh Penguins | US Airways Arena, Landover, Maryland Zuschauer: 16.753 |

| 23. April 1994 | Washington Capitals Dmytro Chrystytsch (4:51) Peter Bondra (33:47) Joé Juneau (41:42) Dave Poulin (59:06) | 4:1 (1:1, 1:0, 2:0) Spielbericht Stand: 3:1 | Pittsburgh Penguins Martin Straka (14:10) | US Airways Arena, Landover, Maryland Zuschauer: 18.130 |

| 25. April 1994 | Pittsburgh Penguins Shawn McEachern (1:41) Kevin Stevens (35:25) Jaromír Jágr (49:21) | 3:2 (1:0, 1:2, 1:0) Spielbericht Stand: 2:3 | Washington Capitals Mike Ridley (25:10) Kevin Hatcher (26:45) | Civic Arena, Pittsburgh, Pennsylvania Zuschauer: 15.044 |

| 27. April 1994 | Washington Capitals Joé Juneau (1:29) Kelly Miller (7:49) John Slaney (9:42) Calle Johansson (21:25) Dave Poulin (28:27) Michal Pivoňka (59:41) | 6:3 (3:2, 2:0, 1:1) Spielbericht Stand: 4:2 | Pittsburgh Penguins Jaromír Jágr (10:32) Rick Tocchet (15:05) Mario Lemieux (50:42) | US Airways Arena, Landover, Maryland Zuschauer: 15.523 |

#### (3) New Jersey Devils – (6) Buffalo Sabres
| 17. April 1994 | New Jersey Devils | 0:2 (0:1, 0:0, 0:1) Spielbericht Stand: 0:1 | Buffalo Sabres Todd Simon (19:49) Alexander Mogilny (59:51) | Brendan Byrne Arena, East Rutherford, New Jersey Zuschauer: 16.302 |

| 19. April 1994 | New Jersey Devils Stéphane Richer (21:33) Scott Stevens (53:39) | 2:1 (0:0, 1:0, 1:1) Spielbericht Stand: 1:1 | Buffalo Sabres Alexander Mogilny (40:38) | Brendan Byrne Arena, East Rutherford, New Jersey Zuschauer: 14.107 |

| 21. April 1994 | Buffalo Sabres Alexander Mogilny (44:08) | 1:2 (0:1, 0:1, 1:0) Spielbericht Stand: 1:2 | New Jersey Devils Stéphane Richer (19:01) Tommy Albelin (35:43) | Buffalo Memorial Auditorium, Buffalo, New York Zuschauer: 15.602 |

| 23. April 1994 | Buffalo Sabres Wayne Presley (15:08) Juri Chmyljow (15:42) Juri Chmyljow (23:16) Wayne Presley (40:30) Rob Ray (51:35) | 5:3 (2:1, 1:2, 2:0) Spielbericht Stand: 2:2 | New Jersey Devils Bruce Driver (9:11) Claude Lemieux (21:07) John MacLean (38:36) | Buffalo Memorial Auditorium, Buffalo, New York Zuschauer: 16.284 |

| 25. April 1994 | New Jersey Devils John MacLean (7:40) Claude Lemieux (27:59) Stéphane Richer (38:05) Claude Lemieux (44:30) John MacLean (59:52) | 5:3 (1:2, 2:1, 2:0) Spielbericht Stand: 3:2 | Buffalo Sabres Juri Chmyljow (2:30) Derek Plante (10:56) Alexander Mogilny (25:42) | Brendan Byrne Arena, East Rutherford, New Jersey Zuschauer: 15.072 |

| 27. April 1994 | Buffalo Sabres Dave Hannan (125:43) | 1:0 n. V. (0:0, 0:0, 0:0, 0:0, 0:0, 0:0, 1:0) Spielbericht Stand: 3:3 | New Jersey Devils | Buffalo Memorial Auditorium, Buffalo, New York Zuschauer: 15.003 |

| 29. April 1994 | New Jersey Devils Bruce Driver (9:53) Claude Lemieux (33:49) | 2:1 (1:1, 1:0, 0:0) Spielbericht Stand: 4:3 | Buffalo Sabres Philippe Boucher (6:00) | Brendan Byrne Arena, East Rutherford, New Jersey Zuschauer: 18.107 |

#### (4) Boston Bruins – (5) Canadiens de Montréal
| 16. April 1994 | Boston Bruins Mariusz Czerkawski (14:51) Adam Oates (38:52) Ted Donato (39:43) | 3:2 (1:1, 2:1, 0:0) Spielbericht Stand: 1:0 | Canadiens de Montréal Brian Bellows (6:55) Mike Keane (26:19) | Boston Garden, Boston, Massachusetts Zuschauer: 13.537 |

| 18. April 1994 | Boston Bruins Don Sweeney (35:42) Glen Wesley (39:18) | 2:3 (0:1, 2:0, 0:2) Spielbericht Stand: 1:1 | Canadiens de Montréal Kirk Muller (4:42) Paul DiPietro (40:18) Kirk Muller (44:32) | Boston Garden, Boston, Massachusetts Zuschauer: 13.982 |

| 21. April 1994 | Canadiens de Montréal Benoît Brunet (22:25) Mike Keane (31:50) Gilbert Dionne (31:56) | 3:6 (0:3, 3:2, 0:1) Spielbericht Stand: 1:2 | Boston Bruins Bryan Smolinski (8:46) Fred Knipscheer (14:46) Dave Reid (18:12) Brent Hughes (29:57) Glen Murray (36:31) Dave Reid (58:57) | Forum de Montréal, Montréal, Québec Zuschauer: 17.802 |

| 23. April 1994 | Canadiens de Montréal Kirk Muller (5:40) Kirk Muller (10:54) Paul DiPietro (11:34) Guy Carbonneau (39:14) Ed Ronan (43:33) | 5:2 (3:1, 1:1, 1:0) Spielbericht Stand: 2:2 | Boston Bruins Adam Oates (13:41) Ted Donato (22:54) | Forum de Montréal, Montréal, Québec Zuschauer: 17.959 |

| 25. April 1994 | Boston Bruins Jozef Stümpel (42:12) | 1:2 n. V. (0:0, 0:0, 1:1, 0:1) Spielbericht Stand: 2:3 | Canadiens de Montréal John LeClair (54:49) Kirk Muller (77:18) | Boston Garden, Boston, Massachusetts Zuschauer: 14.448 |

| 27. April 1994 | Canadiens de Montréal John LeClair (37:50) Kirk Muller (42:57) | 2:3 (0:1, 1:1, 1:1) Spielbericht Stand: 3:3 | Boston Bruins Bryan Smolinski (3:00) Steve Heinze (29:36) Al Iafrate (47:21) | Forum de Montréal, Montréal, Québec Zuschauer: 17.959 |

| 29. April 1994 | Boston Bruins Glen Murray (3:43) Ted Donato (11:47) Adam Oates (21:23) Fred Knipscheer (24:22) Ray Bourque (45:03) | 5:3 (2:0, 2:1, 1:2) Spielbericht Stand: 4:3 | Canadiens de Montréal Vincent Damphousse (25:44) Kevin Haller (53:12) Mike Keane (54:43) | Boston Garden, Boston, Massachusetts Zuschauer: 14.440 |

### Western Conference

#### (1) Detroit Red Wings – (8) San Jose Sharks
| 18. April 1994 | Detroit Red Wings Steve Chiasson (22:24) Sheldon Kennedy (37:40) Darren McCarty (41:34) Greg Johnson (46:01) | 4:5 (0:3, 2:0, 2:2) Spielbericht Stand: 0:1 | San Jose Sharks Shawn Cronin (12:55) Igor Larionow (15:28) Sergei Makarow (17:03) Jamie Baker (44:42) Vlastimil Kroupa (55:36) | Joe Louis Arena, Detroit, Michigan Zuschauer: 19.778 |

| 20. April 1994 | Detroit Red Wings Shawn Burr (20:46) Bob Probert (42:32) Dino Ciccarelli (45:07) Nicklas Lidström (46:43) | 4:0 (0:0, 1:0, 3:0) Spielbericht Stand: 1:1 | San Jose Sharks | Joe Louis Arena, Detroit, Michigan Zuschauer: 19.875 |

| 22. April 1994 | San Jose Sharks Rob Gaudreau (37:14) Sergei Makarow (59:28) | 2:3 (0:2, 1:1, 1:0) Spielbericht Stand: 1:2 | Detroit Red Wings Darren McCarty (1:53) Dino Ciccarelli (12:53) Shawn Burr (39:31) | San Jose Arena, San José, Kalifornien Zuschauer: 17.190 |

| 23. April 1994 | San Jose Sharks Tom Pederson (23:45) Igor Larionow (28:01) Ulf Dahlén (31:55) Sergei Makarow (46:35) | 4:3 (0:2, 3:1, 1:0) Spielbericht Stand: 2:2 | Detroit Red Wings Dino Ciccarelli (7:17) Greg Johnson (10:21) Kris Draper (26:08) | San Jose Arena, San José, Kalifornien Zuschauer: 17.190 |

| 26. April 1994 | San Jose Sharks Sergei Makarow (2:47) Todd Elik (8:34) Sergei Makarow (38:45) Ulf Dahlén (46:35) Johan Garpenlöv (48:08) Bob Errey (56:43) | 6:4 (2:2, 1:0, 3:2) Spielbericht Stand: 3:2 | Detroit Red Wings Paul Coffey (13:33) Ray Sheppard (14:13) Nicklas Lidström (46:44) Nicklas Lidström (55:22) | San Jose Arena, San José, Kalifornien Anm. Zuschauer: 17.190 |

| 28. April 1994 | Detroit Red Wings Sergei Fjodorow (2:03) Steve Chiasson (15:20) Ray Sheppard (16:33) Wjatscheslaw Koslow (16:56) Steve Yzerman (21:25) Dino Ciccarelli (31:21) Dino Ciccarelli (48:31) | 7:1 (4:0, 2:1, 1:0) Spielbericht Stand: 3:3 | San Jose Sharks Ulf Dahlén (24:04) | Joe Louis Arena, Detroit, Michigan Anm. Zuschauer: 19.875 |

| 30. April 1994 | Detroit Red Wings Kris Draper (19:47) Wjatscheslaw Koslow (22:36) | 2:3 (1:2, 1:0, 0:1) Spielbericht Stand: 3:4 | San Jose Sharks Johan Garpenlöv (0:47) Sergei Makarow (13:59) Jamie Baker (53:25) | Joe Louis Arena, Detroit, Michigan Zuschauer: 19.875 |

#### (2) Calgary Flames – (7) Vancouver Canucks
| 18. April 1994 | Calgary Flames | 0:5 (0:0, 0:3, 0:2) Spielbericht Stand: 0:1 | Vancouver Canucks Geoff Courtnall (21:15) Cliff Ronning (30:54) Dave Babych (32:16) Trevor Linden (44:26) Jeff Brown (55:53) | Olympic Saddledome, Calgary, Alberta Zuschauer: 17.764 |

| 20. April 1994 | Calgary Flames Joe Nieuwendyk (7:30) Mike Sullivan (9:08) Al MacInnis (15:46) Al MacInnis (19:10) Joe Nieuwendyk (30:58) Theoren Fleury (37:46) German Titow (41:16) | 7:5 (4:1, 2:3, 1:1) Spielbericht Stand: 1:1 | Vancouver Canucks Jeff Brown (8:08) Geoff Courtnall (22:44) Cliff Ronning (33:31) Martin Gélinas (38:54) Trevor Linden (42:45) | Olympic Saddledome, Calgary, Alberta Zuschauer: 18.318 |

| 22. April 1994 | Vancouver Canucks Sergio Momesso (46:35) Greg Adams (58:42) | 2:4 (0:0, 0:0, 2:4) Spielbericht Stand: 1:2 | Calgary Flames Wes Walz (43:33) Theoren Fleury (48:29) Gary Roberts (58:23) Theoren Fleury (59:58) | Pacific Coliseum, Vancouver, British Columbia Zuschauer: 16.150 |

| 24. April 1994 | Vancouver Canucks Martin Gélinas (17:54) Trevor Linden (22:06) | 2:3 (1:1, 1:0, 0:2) Spielbericht Stand: 1:3 | Calgary Flames Ronnie Stern (10:07) Wes Walz (40:44) Theoren Fleury (43:38) | Pacific Coliseum, Vancouver, British Columbia Zuschauer: 16.150 |

| 26. April 1994 | Calgary Flames German Titow (5:53) | 1:2 n. V. (1:1, 0:0, 0:0, 0:1) Spielbericht Stand: 3:2 | Vancouver Canucks Pawel Bure (4:48) Geoff Courtnall (67:15) | Olympic Saddledome, Calgary, Alberta Zuschauer: 19.059 |

| 28. April 1994 | Vancouver Canucks Gerald Diduck (8:38) José Charbonneau (27:10) Trevor Linden (76:43) | 3:2 n. V. (1:1, 1:0, 0:1, 1:0) Spielbericht Stand: 3:3 | Calgary Flames Gary Roberts (19:59) Wes Walz (43:24) | Pacific Coliseum, Vancouver, British Columbia Zuschauer: 16.150 |

| 30. April 1994 | Calgary Flames Theoren Fleury (5:04) Ronnie Stern (29:30) Theoren Fleury (30:34) | 3:4 n. V. (1:2, 2:0, 0:1, 0:0, 0:1) Spielbericht Stand: 3:4 | Vancouver Canucks Pawel Bure (9:24) Geoff Courtnall (11:44) Greg Adams (56:23) Pawel Bure (82:20) | Olympic Saddledome, Calgary, Alberta Zuschauer: 20.230 |

#### (3) Toronto Maple Leafs – (6) Chicago Blackhawks
| 18. April 1994 | Toronto Maple Leafs Wendel Clark (2:33) Doug Gilmour (7:38) Kent Manderville (11:37) Jamie Macoun (23:35) Dave Andreychuk (26:25) | 5:1 (3:0, 2:0, 0:1) Spielbericht Stand: 1:0 | Chicago Blackhawks Chris Chelios (43:17) | Maple Leaf Gardens, Toronto, Ontario Zuschauer: 15.728 |

| 20. April 1994 | Toronto Maple Leafs Todd Gill (62:15) | 1:0 n. V. (0:0, 0:0, 0:0, 1:0) Spielbericht Stand: 2:0 | Chicago Blackhawks | Maple Leaf Gardens, Toronto, Ontario Zuschauer: 15.728 |

| 23. April 1994 | Chicago Blackhawks Tony Amonte (0:49) Tony Amonte (2:07) Joe Murphy (7:23) Tony Amonte (35:58) Tony Amonte (41:31) | 5:4 (3:2, 1:1, 1:1) Spielbericht Stand: 1:2 | Toronto Maple Leafs David Ellett (10:15) Bill Berg (17:02) Dmitri Mironow (21:00) David Ellett (46:35) | Chicago Stadium, Chicago, Illinois Zuschauer: 17.439 |

| 24. April 1994 | Chicago Blackhawks Gary Suter (9:55) Gary Suter (13:28) Gary Suter (52:35) Jeremy Roenick (61:23) | 4:3 n. V. (2:1, 0:1, 1:1, 1:0) Spielbericht Stand: 2:2 | Toronto Maple Leafs Doug Gilmour (14:55) Dave Andreychuk (34:40) Rob Pearson (42:59) | Chicago Stadium, Chicago, Illinois Zuschauer: 17.376 |

| 26. April 1994 | Toronto Maple Leafs Mike Eastwood (50:07) | 1:0 (0:0, 0:0, 1:0) Spielbericht Stand: 3:2 | Chicago Blackhawks | Maple Leaf Gardens, Toronto, Ontario Zuschauer: 15.728 |

| 28. April 1994 | Chicago Blackhawks | 0:1 (0:1, 0:0, 0:0) Spielbericht Stand: 2:4 | Toronto Maple Leafs Mike Gartner (14:49) | Chicago Stadium, Chicago, Illinois Zuschauer: 17.847 |

#### (4) Dallas Stars – (5) St. Louis Blues
| 17. April 1994 | Dallas Stars Dave Gagner (23:50) Brent Gilchrist (25:15) Brent Gilchrist (35:31) Grant Ledyard (56:11) Trent Klatt (58:23) | 5:3 (0:0, 3:1, 2:2) Spielbericht Stand: 1:0 | St. Louis Blues Alexei Kassatonow (34:06) Brett Hull (45:10) Phil Housley (54:39) | Reunion Arena, Dallas, Texas Zuschauer: 16.914 |

| 20. April 1994 | Dallas Stars Mike Modano (24:25) Russ Courtnall (24:47) Mike Modano (42:58) Dave Gagner (59:49) | 4:2 (0:1, 2:1, 2:0) Spielbericht Stand: 2:0 | St. Louis Blues Brendan Shanahan (2:06) Brett Hull (27:01) | Reunion Arena, Dallas, Texas Zuschauer: 16.914 |

| 22. April 1994 | St. Louis Blues Brendan Shanahan (5:29) Kevin Miller (24:11) Craig Janney (53:47) Alexei Kassatonow (59:31) | 4:5 n. V. (1:0, 1:3, 2:1, 0:1) Spielbericht Stand: 0:3 | Dallas Stars Trent Klatt (22:33) Shane Churla (27:38) Mike Modano (29:57) Dave Gagner (55:11) Paul Cavallini (68:34) | St. Louis Arena, St. Louis, Missouri Zuschauer: 17.029 |

| 24. April 1994 | St. Louis Blues Phil Housley (7:22) | 1:2 (1:0, 0:1, 0:1) Spielbericht Stand: 0:4 | Dallas Stars Mike Modano (35:47) Mike Modano (56:13) | St. Louis Arena, St. Louis, Missouri Zuschauer: 16.259 |

## Conference-Halbfinale

### Eastern Conference

#### (1) New York Rangers – (7) Washington Capitals
| 1. Mai 1994 | New York Rangers Stéphane Matteau (3:51) Brian Noonan (16:28) Brian Leetch (32:47) Brian Noonan (35:45) Greg Gilbert (43:06) Mark Messier (54:30) | 6:3 (2:1, 2:1, 2:1) Spielbericht Stand: 1:0 | Washington Capitals Michal Pivoňka (4:13) Kelly Miller (28:51) Mike Ridley (53:32) | Madison Square Garden, New York City, New York Zuschauer: 18.200 |

| 3. Mai 1994 | New York Rangers Joe Kocur (16:42) Sergei Subow (21:38) Esa Tikkanen (30:44) Adam Graves (50:47) Stéphane Matteau (51:06) | 5:2 (1:1, 2:1, 2:0) Spielbericht Stand: 2:0 | Washington Capitals Kevin Hatcher (8:10) Mike Ridley (24:35) | Madison Square Garden, New York City, New York Zuschauer: 18.200 |

| 5. Mai 1994 | Washington Capitals | 0:3 (0:2, 0:1, 0:0) Spielbericht Stand: 0:3 | New York Rangers Brian Leetch (4:35) Mark Messier (13:57) Steve Larmer (26:06) | US Airways Arena, Landover, Maryland Zuschauer: 17.952 |

| 7. Mai 1994 | Washington Capitals Todd Krygier (7:26) Joé Juneau (28:26) Jason Woolley (30:22) Todd Krygier (35:26) | 4:2 (1:1, 3:0, 0:1) Spielbericht Stand: 1:3 | New York Rangers Adam Graves (0:33) Brian Noonan (57:16) | US Airways Arena, Landover, Maryland Zuschauer: 18.130 |

| 9. Mai 1994 | New York Rangers Adam Graves (1:46) Adam Graves (8:01) Esa Tikkanen (8:56) Brian Leetch (56:32) | 4:3 (3:2, 0:0, 1:1) Spielbericht Stand: 4:1 | Washington Capitals Kevin Hatcher (5:33) Shawn Anderson (16:20) Sylvain Côté (40:27) | Madison Square Garden, New York City, New York Zuschauer: 18.200 |

#### (3) New Jersey Devils – (4) Boston Bruins
| 1. Mai 1994 | New Jersey Devils Bernie Nicholls (13:22) | 1:2 (1:2, 0:0, 0:0) Spielbericht Stand: 0:1 | Boston Bruins Bryan Smolinski (5:02) David Shaw (7:22) | Brendan Byrne Arena, East Rutherford, New Jersey Zuschauer: 13.878 |

| 3. Mai 1994 | New Jersey Devils Waleri Selepukin (2:23) Randy McKay (16:25) Scott Stevens (24:09) Jim Dowd (48:27) Bruce Driver (59:56) | 5:6 n. V. (2:1, 1:1, 2:3, 0:1) Spielbericht Stand: 0:2 | Boston Bruins Bryan Smolinski (13:08) Glen Wesley (29:03) Al Iafrate (46:17) Ted Donato (51:37) Steve Heinze (53:55) Don Sweeney (69:08) | Brendan Byrne Arena, East Rutherford, New Jersey Zuschauer: 17.205 |

| 5. Mai 1994 | Boston Bruins Mariusz Czerkawski (8:39) Al Iafrate (49:13) | 2:4 (1:1, 0:1, 1:2) Spielbericht Stand: 2:1 | New Jersey Devils Jim Dowd (12:27) Tommy Albelin (34:36) Tom Chorske (43:17) Tom Chorske (59:08) | Boston Garden, Boston, Massachusetts Zuschauer: 14.448 |

| 7. Mai 1994 | Boston Bruins Glen Murray (15:06) Brent Hughes (30:07) Ray Bourque (35:25) Glen Murray (50:31) | 4:5 n. V. (1:1, 2:1, 1:2, 0:1) Spielbericht Stand: 2:2 | New Jersey Devils Waleri Selepukin (8:47) Stéphane Richer (26:15) Ben Hankinson (41:44) Bernie Nicholls (52:12) Stéphane Richer (74:19) | Boston Garden, Boston, Massachusetts Zuschauer: 14.448 |

| 9. Mai 1994 | New Jersey Devils Corey Millen (21:23) Bobby Carpenter (39:38) | 2:0 (0:0, 2:0, 0:0) Spielbericht Stand: 3:2 | Boston Bruins | Brendan Byrne Arena, East Rutherford, New Jersey Zuschauer: 19.040 |

| 11. Mai 1994 | Boston Bruins Mariusz Czerkawski (38:31) Glen Wesley (41:39) Bryan Smolinski (42:08) | 3:5 (0:0, 1:3, 2:2) Spielbericht Stand: 2:4 | New Jersey Devils John MacLean (27:38) Scott Niedermayer (35:12) Claude Lemieux (38:06) John MacLean (44:37) Tom Chorske (59:02) | Boston Garden, Boston, Massachusetts Zuschauer: 14.448 |

### Western Conference

#### (3) Toronto Maple Leafs – (8) San Jose Sharks
| 2. Mai 1994 | Toronto Maple Leafs Wendel Clark (2:31) Mark Osborne (27:15) | 2:3 (1:1, 1:1, 0:1) Spielbericht Stand: 0:1 | San Jose Sharks Igor Larionow (7:09) Pat Falloon (35:38) Johan Garpenlöv (57:44) | Maple Leaf Gardens, Toronto, Ontario Zuschauer: 15.728 |

| 4. Mai 1994 | Toronto Maple Leafs Dmitri Mironow (8:06) Mike Gartner (29:31) Mark Osborne (33:29) Doug Gilmour (43:25) Wendel Clark (51:11) | 5:1 (1:0, 2:0, 2:1) Spielbericht Stand: 1:1 | San Jose Sharks Gaétan Duchesne (55:04) | Maple Leaf Gardens, Toronto, Ontario Zuschauer: 15.728 |

| 6. Mai 1994 | San Jose Sharks Bob Errey (3:21) Jamie Baker (20:29) Ulf Dahlén (21:58) Ulf Dahlén (34:25) Ulf Dahlén (57:38) | 5:2 (1:1, 3:1, 1:0) Spielbericht Stand: 2:1 | Toronto Maple Leafs Nikolai Borschtschewski (7:50) Nikolai Borschtschewski (36:59) | San Jose Arena, San José, Kalifornien Zuschauer: 17.190 |

| 8. Mai 1994 | San Jose Sharks Todd Elik (24:48) Todd Elik (49:05) Rob Gaudreau (54:15) | 3:8 (0:3, 1:3, 2:2) Spielbericht Stand: 2:2 | Toronto Maple Leafs Dmitri Mironow (10:15) Mike Eastwood (16:06) Dave Andreychuk (18:47) Wendel Clark (25:58) Doug Gilmour (29:13) Mike Gartner (38:38) Dave Andreychuk (40:32) Mark Osborne (58:51) | San Jose Arena, San José, Kalifornien Zuschauer: 17.190 |

| 10. Mai 1994 | San Jose Sharks Sergei Makarow (1:17) Bob Errey (13:01) Sergei Makarow (15:03) Johan Garpenlöv (22:33) Todd Elik (34:21) | 5:2 (3:1, 2:1, 0:0) Spielbericht Stand: 3:2 | Toronto Maple Leafs Dmitri Mironow (7:07) Mike Gartner (26:34) | San Jose Arena, San José, Kalifornien Anm. Zuschauer: 17.190 |

| 12. Mai 1994 | Toronto Maple Leafs Wendel Clark (5:26) Wendel Clark (45:32) Mike Gartner (68:53) | 3:2 n. V. (1:0, 0:1, 1:1, 1:0) Spielbericht Stand: 3:3 | San Jose Sharks Igor Larionow (28:43) Jeff Norton (47:38) | Maple Leaf Gardens, Toronto, Ontario Anm. Zuschauer: 15.728 |

| 14. Mai 1994 | Toronto Maple Leafs Wendel Clark (8:58) Wendel Clark (29:30) Mark Osborne (43:19) Doug Gilmour (52:15) | 4:2 (1:0, 1:0, 2:2) Spielbericht Stand: 4:3 | San Jose Sharks Igor Larionow (45:21) Todd Elik (59:56) | Maple Leaf Gardens, Toronto, Ontario Zuschauer: 15.728 |

#### (4) Dallas Stars – (7) Vancouver Canucks
| 2. Mai 1994 | Dallas Stars Paul Broten (11:38) Richard Matvichuk (33:40) Mike McPhee (34:14) Mike McPhee (43:57) | 4:6 (1:2, 2:2, 1:2) Spielbericht Stand: 0:1 | Vancouver Canucks Murray Craven (1:58) Geoff Courtnall (5:15) Pawel Bure (21:23) Jyrki Lumme (30:23) Martin Gélinas (55:21) Trevor Linden (59:45) | Reunion Arena, Dallas, Texas Zuschauer: 16.914 |

| 4. Mai 1994 | Dallas Stars | 0:3 (0:2, 0:1, 0:0) Spielbericht Stand: 0:2 | Vancouver Canucks Cliff Ronning (3:50) Pawel Bure (17:20) Pawel Bure (39:39) | Reunion Arena, Dallas, Texas Zuschauer: 16.914 |

| 6. Mai 1994 | Vancouver Canucks Trevor Linden (1:05) Pawel Bure (9:26) Trevor Linden (29:52) | 3:4 (2:2, 1:2, 0:0) Spielbericht Stand: 2:1 | Dallas Stars Dave Gagner (17:09) Neal Broten (18:00) Mike Modano (23:10) Neal Broten (28:17) | Pacific Coliseum, Vancouver, British Columbia Zuschauer: 16.150 |

| 8. Mai 1994 | Vancouver Canucks Trevor Linden (2:09) Sergio Momesso (71:01) | 2:1 n. V. (1:0, 0:1, 0:0, 1:0) Spielbericht Stand: 3:1 | Dallas Stars Brent Gilchrist (35:11) | Pacific Coliseum, Vancouver, British Columbia Zuschauer: 16.150 |

| 10. Mai 1994 | Vancouver Canucks Nathan LaFayette (7:04) Pawel Bure (7:32) Murray Craven (25:10) Pawel Bure (56:34) | 4:2 (2:1, 1:0, 1:1) Spielbericht Stand: 4:1 | Dallas Stars Mike Modano (17:41) Dave Gagner (58:09) | Pacific Coliseum, Vancouver, British Columbia Anm. Zuschauer: 16.150 |

## Conference-Finale

### Eastern Conference

#### (1) New York Rangers – (3) New Jersey Devils
| 15. Mai 1994 | New York Rangers Sergei Subow (3:39) Sergei Nemtschinow (37:50) Steve Larmer (51:05) | 3:4 n. V. (1:1, 1:0, 1:2, 0:1) Spielbericht Stand: 0:1 | New Jersey Devils John MacLean (18:16) Bill Guerin (45:50) Claude Lemieux (59:17) Stéphane Richer (75:23) | Madison Square Garden, New York City, New York Zuschauer: 18.200 |

| 17. Mai 1994 | New York Rangers Mark Messier (1:13) Sergei Nemtschinow (40:47) Glenn Anderson (46:11) Adam Graves (48:38) | 4:0 (1:0, 0:0, 3:0) Spielbericht Stand: 1:1 | New Jersey Devils | Madison Square Garden, New York City, New York Zuschauer: 18.200 |

| 19. Mai 1994 | New Jersey Devils Wjatscheslaw Fetissow (5:38) Waleri Selepukin (35:50) | 2:3 n. V. (1:1, 1:1, 0:0, 0:0, 0:1) Spielbericht Stand: 1:2 | New York Rangers Adam Graves (2:43) Steve Larmer (29:35) Stéphane Matteau (86:13) | Brendan Byrne Arena, East Rutherford, New Jersey Zuschauer: 19.040 |

| 21. Mai 1994 | New Jersey Devils Stéphane Richer (10:17) Bill Guerin (16:54) Waleri Selepukin (53:18) | 3:1 (2:0, 0:1, 1:0) Spielbericht Stand: 2:2 | New York Rangers Stéphane Matteau (28:47) | Brendan Byrne Arena, East Rutherford, New Jersey Zuschauer: 19.040 |

| 23. Mai 1994 | New York Rangers Esa Tikkanen (56:33) | 1:4 (0:1, 0:0, 1:3) Spielbericht Stand: 2:3 | New Jersey Devils Bernie Nicholls (6:49) Mike Peluso (42:36) Bernie Nicholls (50:37) Tom Chorske (53:58) | Madison Square Garden, New York City, New York Zuschauer: 18.200 |

| 25. Mai 1994 | New Jersey Devils Scott Niedermayer (8:03) Claude Lemieux (17:32) | 2:4 (2:0, 0:1, 0:3) Spielbericht Stand: 3:3 | New York Rangers Alexei Kowaljow (38:19) Mark Messier (42:48) Mark Messier (52:12) Mark Messier (58:15) | Brendan Byrne Arena, East Rutherford, New Jersey Zuschauer: 19.040 |

| 27. Mai 1994 | New York Rangers Brian Leetch (29:31) Stéphane Matteau (84:24) | 2:1 n. V. (0:0, 1:0, 0:1, 0:0, 1:0) Spielbericht Stand: 4:3 | New Jersey Devils Waleri Selepukin (59:52) | Madison Square Garden, New York City, New York Zuschauer: 18.200 |

### Western Conference

#### (3) Toronto Maple Leafs – (7) Vancouver Canucks
| 16. Mai 1994 | Toronto Maple Leafs Dave Andreychuk (24:26) Peter Zezel (40:38) Peter Zezel (76:55) | 3:2 n. V. (0:0, 1:1, 1:1, 1:0) Spielbericht Stand: 1:0 | Vancouver Canucks Dave Babych (28:52) Trevor Linden (59:30) | Maple Leaf Gardens, Toronto, Ontario Zuschauer: 15.728 |

| 18. Mai 1994 | Toronto Maple Leafs Dmitri Mironow (24:38) Dmitri Mironow (26:21) David Ellett (44:37) | 3:4 (0:1, 2:2, 1:1) Spielbericht Stand: 1:1 | Vancouver Canucks Pawel Bure (18:43) Jeff Brown (29:55) Murray Craven (30:31) Jyrki Lumme (55:46) | Maple Leaf Gardens, Toronto, Ontario Zuschauer: 15.728 |

| 20. Mai 1994 | Vancouver Canucks Pawel Bure (13:25) Greg Adams (24:56) Pawel Bure (55:49) Martin Gélinas (59:37) | 4:0 (1:0, 1:0, 2:0) Spielbericht Stand: 2:1 | Toronto Maple Leafs | Pacific Coliseum, Vancouver, British Columbia Zuschauer: 16.150 |

| 22. Mai 1994 | Vancouver Canucks Cliff Ronning (57:35) Pawel Bure (59:27) | 2:0 (0:0, 0:0, 2:0) Spielbericht Stand: 3:1 | Toronto Maple Leafs | Pacific Coliseum, Vancouver, British Columbia Zuschauer: 16.150 |

| 24. Mai 1994 | Vancouver Canucks Murray Craven (21:34) Nathan LaFayette (29:37) Greg Adams (37:57) Greg Adams (80:14) | 4:3 n. V. (0:3, 3:0, 0:0, 0:0, 1:0) Spielbericht Stand: 4:1 | Toronto Maple Leafs Mike Eastwood (7:54) Doug Gilmour (11:37) Wendel Clark (12:19) | Pacific Coliseum, Vancouver, British Columbia Anm. Zuschauer: 16.150 |

## Stanley-Cup-Finale

### (E1) New York Rangers – (W7) Vancouver Canucks
| 31. Mai 1994 | New York Rangers Steve Larmer (3:32) Alexei Kowaljow (48:29) | 2:3 n. V. (1:0, 0:0, 1:2, 0:1) Spielbericht Stand: 0:1 | Vancouver Canucks Bret Hedican (45:45) Martin Gélinas (59:00) Greg Adams (79:26) | Madison Square Garden, New York City, New York Zuschauer: 18.200 |

| 2. Juni 1994 | New York Rangers Doug Lidster (6:22) Glenn Anderson (31:42) Brian Leetch (59:55) | 3:1 (1:1, 1:0, 1:0) Spielbericht Stand: 1:1 | Vancouver Canucks Sergio Momesso (14:04) | Madison Square Garden, New York City, New York Zuschauer: 18.200 |

| 4. Juni 1994 | Vancouver Canucks Pawel Bure (1:03) | 1:5 (1:2, 0:1, 0:2) Spielbericht Stand: 1:2 | New York Rangers Brian Leetch (13:39) Glenn Anderson (19:19) Brian Leetch (38:32) Steve Larmer (40:25) Alexei Kowaljow (53:03) | Pacific Coliseum, Vancouver, British Columbia Zuschauer: 16.150 |

| 7. Juni 1994 | Vancouver Canucks Trevor Linden (13:25) Cliff Ronning (16:19) | 2:4 (2:0, 0:2, 0:2) Spielbericht Stand: 1:3 | New York Rangers Brian Leetch (24:03) Sergei Subow (39:44) Alexei Kowaljow (55:05) Steve Larmer (57:56) | Pacific Coliseum, Vancouver, British Columbia Zuschauer: 16.150 |

| 9. Juni 1994 | New York Rangers Doug Lidster (43:27) Steve Larmer (46:20) Mark Messier (49:02) | 3:6 (0:0, 0:1, 3:5) Spielbericht Stand: 3:2 | Vancouver Canucks Jeff Brown (28:10) Geoff Courtnall (40:26) Pawel Bure (42:48) Dave Babych (49:31) Geoff Courtnall (52:20) Pawel Bure (53:04) | Madison Square Garden, New York City, New York Zuschauer: 18.200 |

| 11. Juni 1994 | Vancouver Canucks Jeff Brown (9:42) Geoff Courtnall (32:29) Jeff Brown (48:35) Geoff Courtnall (58:28) | 4:1 (1:0, 1:1, 2:0) Spielbericht Stand: 3:3 | New York Rangers Alexei Kowaljow (34:42) | Pacific Coliseum, Vancouver, British Columbia Zuschauer: 16.150 |

| 14. Juni 1994 | New York Rangers Brian Leetch (11:02) Adam Graves (14:45) Mark Messier (33:29) | 3:2 (2:0, 1:1, 0:1) Spielbericht Stand: 4:3 | Vancouver Canucks Trevor Linden (25:21) Trevor Linden (44:50) | Madison Square Garden, New York City, New York Zuschauer: 18.200 |

### Stanley-Cup-Sieger
Der Stanley-Cup-Sieger New York Rangers ließ traditionell insgesamt 44 Personen, davon 25 Spieler sowie einige Funktionäre, darunter der Trainerstab und das Management, auf den Sockel der Trophäe eingravieren. Unter diesen war der Assistent des General Managers Larry Pleau, der als Spieler die Avco World Trophy in der World Hockey Association gewonnen hatte. Für die Spieler gilt dabei, dass sie entweder 41 Partien für die Mannschaft in der regulären Saison bestritten haben sollten oder eine Partie in der Finalserie. Dabei gibt es aber auch immer wieder Ausnahmeregelungen. Diese wollten die Rangers für Mike Hartman und Eddie Olczyk in Anspruch nehmen. Nachdem beide Namen erst nicht eingraviert wurden, protestierten die Rangers. Beide Namen wurden daraufhin auf die Unterseite des Cups graviert.
Die 25 Spieler der Rangers setzen sich aus zwei Torhütern, sieben Verteidigern und 16 Angreifern zusammen, darunter fünf Europäer. Alexander Karpowzew, Sergei Subow, Alexei Kowaljow und Sergei Nemtschinow waren die ersten Russen, die auf dem Stanley Cup verewigt wurden. In den vorangegangenen vier Jahren war dreimal ein russischer Spieler im Kader des Stanley Cup Siegers, auf Grund einer zu geringen Anzahl an Spielen, wurden deren Namen jedoch nie mit aufgenommen. Scherzhaft nannte man die Rangers zu dieser Zeit auch Edmonton Oilers East, da mit Mark Messier, Kevin Lowe, Glenn Anderson, Jeff Beukeboom, Adam Graves, Craig MacTavish und Esa Tikkanen sieben Spieler im Kader standen, die schon mit den Oilers den Stanley Cup gewonnen hatten. Mark Messier war der erste Spieler, der als Mannschaftskapitän mit zwei unterschiedlichen Teams den Stanley Cup gewinnen konnte. Nach dem Weggang von Wayne Gretzky war er 1990 Kapitän der Oilers.
| Stanley-Cup-Sieger New York Rangers | Torhüter: Glenn Healy, Mike Richter Verteidiger: Jeff Beukeboom, Alexander Karpowzew, Brian Leetch, Doug Lidster, Kevin Lowe, Sergei Subow, Jay Wells Angreifer: Glenn Anderson, Greg Gilbert, Adam Graves, Mike Hartman, Mike Hudson, Joe Kocur, Alexei Kowaljow, Nick Kypreos, Steve Larmer, Craig MacTavish, Stéphane Matteau, Mark Messier (C), Sergei Nemtschinow, Brian Noonan, Eddie Olczyk, Esa Tikkanen Cheftrainer: Mike Keenan General Manager: Neil Smith |

## Beste Scorer
Abkürzungen: GP = Spiele, G = Tore, A = Assists, Pts = Punkte, +/− = Plus/Minus, PIM = Strafminuten; Fett: Bestwert
| Spieler         | Team       | GP | G  | A  | Pts | +/− | PIM |
| --------------- | ---------- | -- | -- | -- | --- | --- | --- |
| Brian Leetch    | NY Rangers | 23 | 11 | 23 | 34  | +19 | 6   |
| Pawel Bure      | Vancouver  | 24 | 16 | 15 | 31  | +8  | 40  |
| Mark Messier    | NY Rangers | 23 | 12 | 18 | 30  | +14 | 33  |
| Doug Gilmour    | Toronto    | 18 | 6  | 22 | 28  | +3  | 42  |
| Trevor Linden   | Vancouver  | 24 | 12 | 13 | 25  | +3  | 18  |
| Alexei Kowaljow | NY Rangers | 23 | 9  | 12 | 21  | +5  | 18  |
| Geoff Courtnall | Vancouver  | 24 | 9  | 10 | 19  | +10 | 51  |
| Sergei Subow    | NY Rangers | 22 | 5  | 14 | 19  | +10 | 0   |
| Claude Lemieux  | New Jersey | 20 | 7  | 11 | 18  | +4  | 44  |
| Igor Larionow   | San Jose   | 14 | 5  | 13 | 18  | −1  | 10  |

## Beste Torhüter
Die kombinierte Tabelle zeigt die jeweils drei besten Torhüter in den Kategorien Gegentorschnitt und Fangquote sowie die jeweils Führenden in den Kategorien Shutouts und Siege.
Abkürzungen: GP = Spiele, Min = Eiszeit (in Minuten), W = Siege, L = Niederlagen, GA = Gegentore, SO = Shutouts, Sv% = gehaltene Schüsse (in %), GAA = Gegentorschnitt; Fett: Bestwert; Sortiert nach Gegentorschnitt.
 Erfasst werden nur Torhüter mit 180 absolvierten Spielminuten.
| Spieler        | Team       | GP | Min     | W  | L | GA | SO | Sv%  | GAA  |
| -------------- | ---------- | -- | ------- | -- | - | -- | -- | ---- | ---- |
| Dominik Hašek  | Buffalo    | 7  | 483:34  | 3  | 4 | 13 | 2  | 95,0 | 1,61 |
| Martin Brodeur | New Jersey | 17 | 1170:40 | 8  | 9 | 38 | 1  | 92,8 | 1,95 |
| Mike Richter   | NY Rangers | 23 | 1417:29 | 16 | 7 | 49 | 4  | 92,1 | 2,07 |
| Kirk McLean    | Vancouver  | 24 | 1543:45 | 15 | 9 | 59 | 4  | 92,8 | 2,29 |
| Patrick Roy    | Montréal   | 6  | 374:55  | 3  | 3 | 16 | 0  | 93,0 | 2,56 |